# James Croll
Pour les articles homonymes, voir Croll.
James Croll (né le 2 janvier 1821 – décédé le 15 décembre 1890) est un scientifique écossais qui a participé au développement des théories du forçage astronomique du climat. Ce paradigme est aujourd'hui exploré au travers des cycles de Milankovitch et constitue une des bases des projections climatiques à moyen et long terme.

## Éléments biographiques
James Croll est né en 1821 dans la ferme de Little Whitefield, au nord de Wolfhill dans le Perthshire, en Écosse. Largement autodidacte, il apprend les bases de la physique et l'astronomie. À l'âge de seize ans, il devient apprenti chez le charron de Collace, non loin de Wolfhill. À cause de problèmes respiratoires, il change de métier et devient marchand de thé à Elgin. En 1848, il épouse Isabella Macdonald.
Dans les années 1850, il gère une Ligue de tempérance à Blairgowrie, puis devient assureur à Glasgow, Édimbourg et Leicester. En 1859, il se fait gardien au Andersonian College and Museum de Glasgow, ce qui lui permet d'avoir accès aux collections de livres et de développer ses idées scientifiques.
À partir de 1864, Croll entame une correspondance avec Sir Charles Lyell à propos de la relation entre périodes glaciaires et variations de l'orbite terrestre. Cela déboucha sur un poste à Édimbourg du Geological Survey of Scotland : Croll est chargé de la sauvegarde des cartes et des correspondances. Ses recherches sont encouragées par le directeur de l'époque, Sir Archibald Geikie. Il publie alors plusieurs livres et des articles qui étaient « à la pointe de la science contemporaine », notamment l'article fondateur Climate and Time, in Their Geological Relations de 1875. Plus tard, il correspond avec Charles Darwin à propos de l'érosion causée par les rivières.
En 1876, il est distingué comme Fellow of the Royal Society et devient titulaire honorifique de l'Université de St Andrews. Il cesse ses activités scientifiques en 1880 en raison d'une santé défaillante. Il meurt dix ans plus tard.

## Théorie sur les périodes glaciaires
En se basant sur des formulaires des variations orbitales établis par Urbain Le Verrier, Croll développe une théorie où les variations de l'orbite terrestre influent de façon cyclique sur le climat terrestre. Son idée principale était que la baisse de l'insolation en hiver favorisait l'accumulation de neige, ce qui entraînerait une rétroaction positive : Croll est le premier a songer qu'un albédo couplé à la couverture de glace pourrait amplifier les variations radiatives du Soleil. Il suggère que lorsque l'excentricité de l'orbite est grande, les hivers doivent être en moyenne plus froids puisque la Terre est plus éloignée du Soleil. Par des calculs, il déduit une cyclicité des glaciations de 22 000 ans dans chaque hémisphère. Les périodes glaciaires doivent nécessairement être alternatives, une fois dans l'hémisphère nord, une fois dans l'hémisphère sud, chacune durant environ 10 000 ans. Ce résultat est faux, mais il n'était pas possible de l'infirmer à l'époque, faute de données géologiques.
La théorie de Croll prédisait des glaciations multiples, asynchrones entre les deux hémisphères, et le dernier âge glaciaire devait selon lui avoir duré près de 80 000 ans. Comme des preuves de glaciations successives venaient d'être rassemblées, ces résultats intéressèrent évidemment la communauté scientifique. Cependant, les géologues et plus particulièrement ceux qui sont désormais qualifiés de stratigraphes ne pouvaient alors dater précisément les sédiments et déterminer si les glaciations avaient été synchrones ou non entre les deux hémisphères. Compte tenu des premiers résultats cependant, la tendance était à la synchronicité. Lorsque l'étude de la régression des chutes du Niagara indiqua que le dernier âge glaciaire avait duré de 6 000 à 35 000 ans, la théorie de Croll fut discréditée. À la fin du XIXe siècle, après avoir suscité bien des débats, ses idées étaient abandonnées, mais l'idée d'un forçage astronomique du climat par variations de l'insolation fut reprise dans les années 1940 par Milutin Milankovitch. Transformée, elle est aujourd'hui connue sous le vocable de cycles de Milankovitch et est largement acceptée depuis la fin des années 1970.

## Travaux et publications
- 1857 : The Philosophy of Theism
- 1875 : Climate and Time, in Their Geological Relations
- 1885 : Climate and Cosmology
- 1896 : publication posthume de Autobiographical Sketch of James Croll, With Memoir of His Life and Work, édité par J. C. Irons